# Dyschirius globosus
Dyschirius globosus – gatunek chrząszcza z rodziny biegaczowatych i podrodziny grzebielników.

## Taksonomia
Gatunek ten opisany został po raz pierwszy w 1784 roku przez Johanna F.W. Herbsta pod nazwą Carabus globosus.

## Morfologia
Chrząszcz o mocno wydłużonym ciele długości od 2 do 2,9 mm, z wierzchu ubarwionym czarnobrązowo lub czarno, czasem z czerwonobrązowym przedpleczem, bez połysku metalicznego lub z połyskiem bardzo słabym. Głowa ma nadustek pozbawiony zęba pośrodku przedniej krawędzi. Czułki i głaszczki są rudobrązowe w odcieniu jasnym do ciemnego. Obrzeżenie boków przedplecza jest skrócone i nie sięga ku tyłowi do tylnego chetoporu (punktu szczecinkowego). Pokrywy są owalne i mają wydatne, ale nie zaokrąglone szeroko barki oraz gwałtownie opadający ku podstawie profil. Powierzchnie pokryw mają po jednym chetoporze przypodstawowym, po trzy chetopory zabarkowe, po trzy chetopory dyskalne oraz po dwa chetopory przedwierzchołkowe. Dominują formy krótkoskrzydłe, rzadko spotykane są osobniki o skrzydłach tylnej pary w pełni wykształconych. Odnóża są rudobrązowe z ciemniejszymi udami przedniej pary.

## Ekologia
Owad rozmieszczony od nizin po góry. Zamieszkuje szerokie spektrum siedlisk wilgotnych i podmokłych, w tym zarośnięte roślinnością pobrzeża wód, wilgotne lasy i łąki, wilgotne skarpy gliniaste, piaszczyste i lessowe oraz wilgotne pola uprawne, zwłaszcza o glebie humusowej. Żyje w wykopanych w glebie norkach. Osobniki dorosłe zimują pod korą.
Poluje na drobne bezkręgowce. Związany jest pokarmowo m.in. z różnymi stadiami rozwojowymi  wściubów B. cribricollis, B. erraticus, B. longulus, B. nanus, B. pallipes, B. procerulus, B. pusillus i B. subterraneus. 
Do pasożytów tego chrząszcza należy owadorostowiec Misgomyces dyschirii.

## Rozprzestrzenienie
Gatunek pierwotnie transpalearktyczny, zawleczony ponadto do Kanady w nearktycznej Ameryce Północnej.
W Europie znany jest z Portugalii, Hiszpanii, Irlandii, Wielkiej Brytanii, Francji, Belgii, Holandii, Luksemburga, Niemiec, Szwajcarii, Liechtensteinu, Austrii, Włoch, Danii, Szwecji, Norwegii, Finlandii, Estonii, Łotwy, Litwy, Polski, Czech, Słowacji, Węgier, Ukrainy, Mołdawii, Rumunii, Bułgarii, Słowenii, Chorwacji, Bośni i Hercegowiny, Serbii, Czarnogóry, Albanii, Macedonii Północnej, Grecji oraz europejskich części Rosji i Turcji. W Afryce Północnej zamieszkuje Maroko i Algierię.
W Azji podawany jest z syberyjskiej i dalekowschodniej części Rosji (na wschód po Kamczatkę), Gruzji, Gruzji, Azerbejdżanu, Kazachstanu, Iranu, Korei Północnej, Korei Południowej i Japonii.